# Peary Land
Peary Land er en 57 000 km² stor halvø i det nordlige Grønland opkaldt efter Robert E. Pearys ekspedition 1891-92.
Området strækker sig fra Victoria Fjord i vest til Independence Fjord i syd og sydøst, og til det Arktiske hav i nord, med Kap Morris Jesup, Grønlands nordligste punkt (708 km syd for Nordpolen) og Kap Bridgman i nordøst. Kap Morris er også hvor Lincolnhavet i vest møder Wandelhavet i øst.
I Peary Land findes bl.a. Hans Tausen Iskappe (de).
Peary Land er en del af Grønlands Nationalpark er næsten isfri. (i perioder tynd nyis)
Nordostvandet, der i vintertiden eksisterer på østsiden af halvøen, omgivet af Grønlandshavets vidtstrakte masser af svær og tætpakket havis.

## Tidlige bosættelser
Der er fundet mange spor af tidlige eskimoiske bosættelser i området. Adam C. Knuth Site er en ca. 4000 år gammel boplads fra Independence I-kulturen, der repræsenterer menneskets tidligste tilstedeværelse i Peary Land. Bopladsen blev opdaget af Eigil Knuth, da han i 1980 udgravede to midtergangsruiner på den nærliggende Independence II lokalitet Hvalterrasserne. Han vendte tilbage til Adam C. Knuth Site i 1984 og 1985, hvor han foretog opsamlinger og udgravede en boligtomt. Bopladsen ligger med storslået udsigt på et fremskudt system af deltaterrasser med ruiner spredt på flere forskellige niveauer. Af de mindst 25 anlæg er ca. halvdelen depoter og resten er boliger. Boligtomterne fordeler sig på to typer, der foreløbig fortolkes som henholdsvis vinter- og sommerboliger.
Der er to arktiske forskningsstationer ved Jørgen Brønlund Fjord i Peary Land, – Kap Harald Moltke og Brønlundhus. Begge stationer er bygget på Eigil Knuths initiativ og har været udgangspunkt for mange videnskabelige ekspeditioner. Kap Harald Moltke stationen blev bygget senere i tilslutning til ibrugtagningen af den naturskabte landingsbane øst for Jørgen Brønlund Fjords munding.
Stationerne ligger 10 km fra hinanden på hver sin side af fjorden, og forbindelsen imellem dem er derfor om sommeren pr. båd og afhængig af isforholdene. Stationerne er siden Eigil Knuths død i 1996 administreret af Peary Land Fonden.